# Abraxas aphorista
Abraxas aphorista är en fjärilsart som beskrevs av Louis Beethoven Prout 1927. Abraxas aphorista ingår i släktet Abraxas och familjen mätare. Inga underarter finns listade i Catalogue of Life.